# Feux rouges (film)
Pour les articles homonymes, voir Feux rouges (homonymie) et Red Lights.
Pour plus de détails, voir Fiche technique et Distribution.
Feux rouges est un film noir français, réalisé par Cédric Kahn d'après le roman homonyme de Georges Simenon  et sorti en 2004.

## Synopsis
Paris, l'été, un week-end de grand départ. Antoine se réjouit de retrouver sa femme Hélène pour partir chercher leurs enfants en colonie de vacances dans le sud-ouest de la France. Elle est en retard, il boit en l'attendant. Dans la voiture, exaspéré par la chaleur et les embouteillages, Antoine décide de quitter l'autoroute et s'arrête encore dans un bar. Sous l'excitation de l'alcool, il se met à conduire de plus en plus dangereusement. Le couple se dispute violemment. Hélène décide de partir à pied, seule dans la nuit. La police est à la poursuite d'un criminel en cavale. Antoine, à la recherche de sa femme, croise la route d'un étrange individu…

## Fiche technique
- Titre : Feux rouges
- Réalisation : Cédric Kahn
- Scénario : Cédric Kahn, Laurence Ferreira Barbosa, Gilles Marchand, d'après le roman éponyme de Georges Simenon
- Production : Patrick Godeau
- Directeur de la photographie : Patrick Blossier
- Ingénieur du son : Jean-Pierre Duret
- Société de distribution : BAC Films
- Pays :  France
- Genre : Drame et thriller
- Durée : 106 minutes

## Distribution
- Jean-Pierre Darroussin : Antoine
- Carole Bouquet : Hélène
- Vincent Deniard : l'homme en cavale
- Charline Paul : la serveuse du café
- Jean-Pierre Gos : l'inspecteur
- Damien Givelet : Journaliste
- Alain Dion : Le  collègue de bureau
- Mylène Demongeot : voix au téléphone (directrice de la colonie de vacances)
- Sava Lolov : Le médecin

## Autour du film
Plusieurs tentatives d'adaptation de Feux rouges ont été faites : la première date de 1955, le producteur Harold Hecht achète les droits du livre et Georges Simenon en personne travaille sur le scénario. Mais des problèmes avec le choix des acteurs font avorter le projet. La seconde tentative date de 1976, Patrick Godeau est intéressé par une adaptation, Jacques Audiard commence à travailler sur le scénario, mais il n'arrivera pas à le terminer.